# 陶家屯站
陶家屯站是一个京哈线上的铁路车站，位于吉林省公主岭市陶家屯镇，建于1916年，目前为四等站，邮政编码为136104。目前客运：办理旅客乘降；行李、包裹托运；货运：办理整车货物发到，设有通往刘房子矿业、吉粮集团公主岭金玉收储和鸿丰物流的专用线。